# Огублений голосний переднього ряду низько-середнього підняття
Огу́блений голосни́й пере́днього ря́ду ни́зько-сере́днього підне́сення (англ. Open-mid front rounded vowel) — один з голосних звуків, одинадцятий з основних голосних звуків.
Інколи називається огубленим переднім низько-середнім голосним.
- У Міжнародному фонетичному алфавіті позначається як [œ].
- У Розширеному фонетичному алфавіті SAM позначається як [9].

## Приклади
- Норвезька мова: øl [œl] (ведмідь).